# Homoousion
Homoousion (in greco: ὁμοούσιον, homooúsion, letteralmente «stesso essere», «stessa essenza», dal greco ὁμός, homós, «stesso», e οὐσία, ousía, «essere» o «essenza») è un termine teologico cristiano, traducibile come consustanzialità, utilizzato principalmente nel credo niceno per descrivere la natura di Gesù (il «Figlio») «della stessa sostanza» (ὁμοούσιον τῷ Πατρί) del «Padre» (Dio); lo stesso termine fu utilizzato successivamente anche per descrivere la relazione dello Spirito Santo con il Padre e il Figlio. Queste nozioni sono diventate le fondamenta della teologia della cristianità nicena, e rappresentano uno dei concetti teologici più importanti della dottrina trinitaria di Dio.

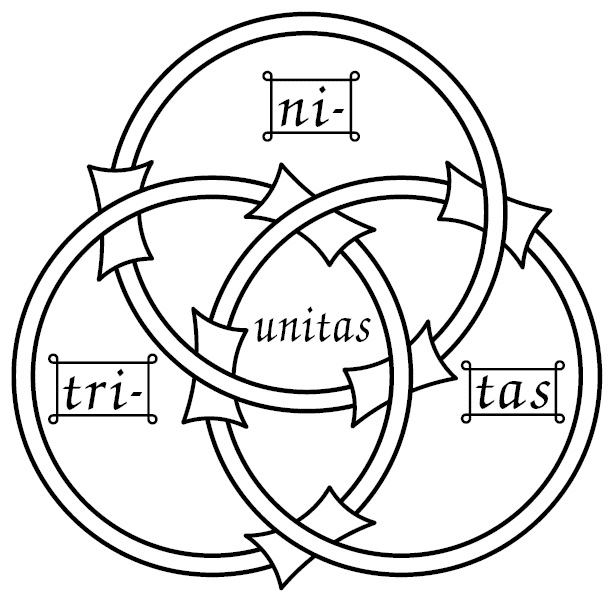
Simbolo della Trinità in forma di anelli borromeiani di uguale forma e grandezza.

Nel corso del IV secolo sorse un importante contrasto riguardo all'uso di questo termine, che vide da una parte i sostenitori del credo niceno che promuovevano l'uso di homoousion, dall'altra gli ariani che sostenevano (per lo più) l'uso del termine homoiousion («di sostanza simile»), oltre ad altre fazioni che proponevano soluzioni alternative come quella subordinazionista del Figlio nei confronti del Padre.

## Lessico
Il termine ὁμοούσιον (homoousion) è l'accusativo di ὁμοούσιος  (homoousios), che può essere tradotto come «consustanziale», cioè «della stessa sostanza», «che condivide la sostanza»; fu utilizzato dal primo concilio di Nicea nel 325, allo scopo di specificare la natura di Cristo-Figlio in relazione a quella di Dio Padre.
L'originale termine greco fu tradotto in altre lingue. La lingua latina manca di un participio presente del verbo «essere», e per tale motivo emersero due diverse varianti: poiché all'interno dell'aristotelismo il termine ousia era comunemente tradotto in latino come «essentia» («essenza») o come «substantia» («sostanza»), «homoousios» fu tradotto come «coessentialis» o «consubstantialis», da cui i termini italiani «co-essenziale» e «consustanziale», sebbene il secondo termine possa avere un senso più ampio.

## Utilizzo pre-niceno
Il termine ὁμοούσιος fu utilizzato anche prima della sua adozione da parte del concilio di Nicea: le prime tracce del suo uso provengono da quella varia aggregazione di correnti cristiane che prende il nome di gnosticismo, che sembra averlo introdotto. Verosimilmente i teologi della Chiesa delle origini erano a conoscenza di questo concetto, e della relativa dottrina dell'emanatismo diffusa in ambito gnostico.
In ambito gnostico, la parola ὁμοούσιος è utilizzata con i seguenti significati:
- identità della sostanza tra generatore e generato;
- identità della sostanza tra cose generate della stessa sostanza;
- identità della sostanza tra i membri di una sizigia (cioè di coppia maschio/femmina in un Eone secondo la dottrina valentiniana).

Per esempio, Basilide, il primo pensatore gnostico di cui sia attestato l'uso di ὁμοούσιος (prima metà II secolo), parla di una triplice figliolanza consustanziale con un Dio che non lo è. Il valentiniano Tolomeo afferma, nella sua Lettera a Flora, che è natura del Dio buono quella di generare solo esseri che siano simili e consustanziali a sé stesso.
Si può dunque affermare che, sebbene il termine ὁμοούσιος fosse già in uso entro la metà del II secolo in ambito gnostico, e sebbene tale uso sia stato noto agli altri cristiani tramite le opere degli studiosi di eresie, tale uso non avesse nulla a che fare con il contesto in cui fu utilizzato all'interno del credo niceno.

## Nella Scolastica
Nella filosofia Scolastica e secondo Aristotele, la generazione nei viventi era definita in latino come origo alicuius viventis a viventi principio coniuncto in similitudinem naturae. La definizione riguardava anche la generazione di Dio Figlio da parte di Dio Padre.
Essa indica la generazione di un vivente come origine da un vivente al quale il generato sia stato sostanzialmente unito (a viventi principio coniuncto) e di cui il generato condivida la stessa natura. Ciò indica che il generato deve procedere dalla stessa sostanza del generante e, proprio in questo aspetto, la generazione si distingue dalla creazione.